# WX01J
WX01Jは日本無線が開発製造し、ウィルコムが販売するPHS端末である。

## 概要
従来から、日本無線がウィルコム向けに製造していたPHSは、法人での利用を意識した物が多かった。WX01Jではその傾向をさらに強め、法人ルートのみの販売となり個人では購入が出来ない。
ウィルコムが法人向けに提供しているPHS網を利用してPHSのエリア内であればどこでも構内内線が取れるW-VPNサービスに対応。
アンテナは、2007年のWX320T以降のウィルコム端末では埋め込み型が主流となる中、伸縮式アンテナを採用している。
日本語入力はWX330J同様に富士ソフト製のFSKARENを採用。
後継機種にWX01JR、派生端末にWX01J W、WX01J F、WX01J RFがあり、いずれも法人向け販売端末である。なお、SHA-2非対応のため、2016年の前後から、暗号化されたサイトには、本端末を利用しての接続は順次不可となる。通話などは継続利用が可能。

## 沿革
- 2011年9月21日 - 2011年秋冬期の新製品群と供に2012年3月発売予定として発表。
- 2012年
  - 3月23日 - 発売。
  - 7月18日 - ソフトウェア更新Ver.1.13を提供。
  - 8月28日 - ソフトウェア更新Ver.1.14を提供。
  - 10月23日 - ソフトウェア更新Ver.1.17を提供。